# Washington State Route 113
Washington State Route 113 (SR 113, allgemein Burnt Mountain Road) ist eine 16,06 km lange State Route im Clallam County auf der Olympic Peninsula in Washington. Sie führt vom U.S. Highway 101 in Sappho südwärts zur Washington State Route 112 südöstlich von Clallam Bay. Die heutige Route bildete 1937–1955 den Secondary State Highway 9A. Dann erhielt SSH 9A den Verlauf entlang der heutigen Washington State Route 112. Die Strecke wurde 1991 zur SR 113, nachdem die frühere SR 113 bereits 1975 zur Washington State Route 20 wurde. Sie war zuvor eine Zweigstrecke des Primary State Highway 9 (PSH 9) nach Port Townsend und von 1937 bis 1964 ein Zweig des Secondary State Highways 1D.

## Streckenbeschreibung
State Route 113 (SR 113) beginnt an einer Kreuzung mit dem U.S. Highway 101 (US 101) in der Ortschaft Sappho, östlich von Lake Pleasant und nördlich des  Sol Duc River. Von hier führt die Strecke nach Nordosten, wobei sie dreimal eine Eisenbahntrasse und zweimal den Beaver Creek kreuzt, bevor sie den Beaver Lake erreicht. Vom See aus führt die Straße nach Norden zur Washington State Route 112, an der sie südöstlich von Clallam Bay endet. Unweit der Kreuzung mit der US 101 verkehrten 2007 auf der SR 113 im Durchschnitt etwa 950 Fahrzeuge täglich, was ein Rückgang im Vergleich zur Schätzung von 1500 Fahrzeugen pro Tag im Jahr 1991 bedeutete.

### Früherer Streckenverlauf (1964–1973)
Der ursprüngliche Streckenverlauf der SR 113, der zwischen 1964 und 1973 gültig war, hatte eine Länge von 16,29 Meilen (26,22 km). Die Strecke zweigte in Discovery Bay von der US 101 ab und führte zur damaligen Washington State Route 525 (heute SR 20) südlich von Coupeville. 1973 wurde dieser Abschnitt bei der Verlängerung der SR 20 von Fredonia westwärts nach Discovery Bay diesem Highway zugeschlagen. Die Strecke begann an der US 101 in Discovery Bay, südwestlich von Port Townsend im Jefferson County. Von dort folgte die Straße der Uferlinie der Discovery Bay, vorbei am Jefferson County International Airport und der Airport Cutoff Road (heute Washington State Route 19) hinein nach Port Townsend. Innerhalb der Stadt trug SR 113 den Namen Sims Way und Water Street, bevor sie über die Fähre von Port Townsend nach Keystone ins Island County führte. Dort führte die Straße durch den Fort Casey State Park und durch Ebey's Landing National Historical Reserve, bevor sie nordwärts und ostwärts zu ihrem Ende an der SR 525 südlich von Coupeville führte. Im Jahr 1970 wurde die Straße an der Old Fort Townsend Road bei Port Townsend im Tagesdurchschnitt von etwa 3150 Fahrzeugen genutzt, womit sie dieser Abschnitt damals das am meisten befahrene Teilstück der früheren SR 113 war; 2011 lag das verkehrsreichste Teilstück der State Route der Abschnitt an der Kreuzung mit der Airport Cutoff Road (SR 19), wo der durchschnittliche Verkehr auf 17.000 Fahrzeuge am Tag geschätzt wurde.

## Geschichte

### Trasse Discovery Bay–Coupeville (1964–1973)

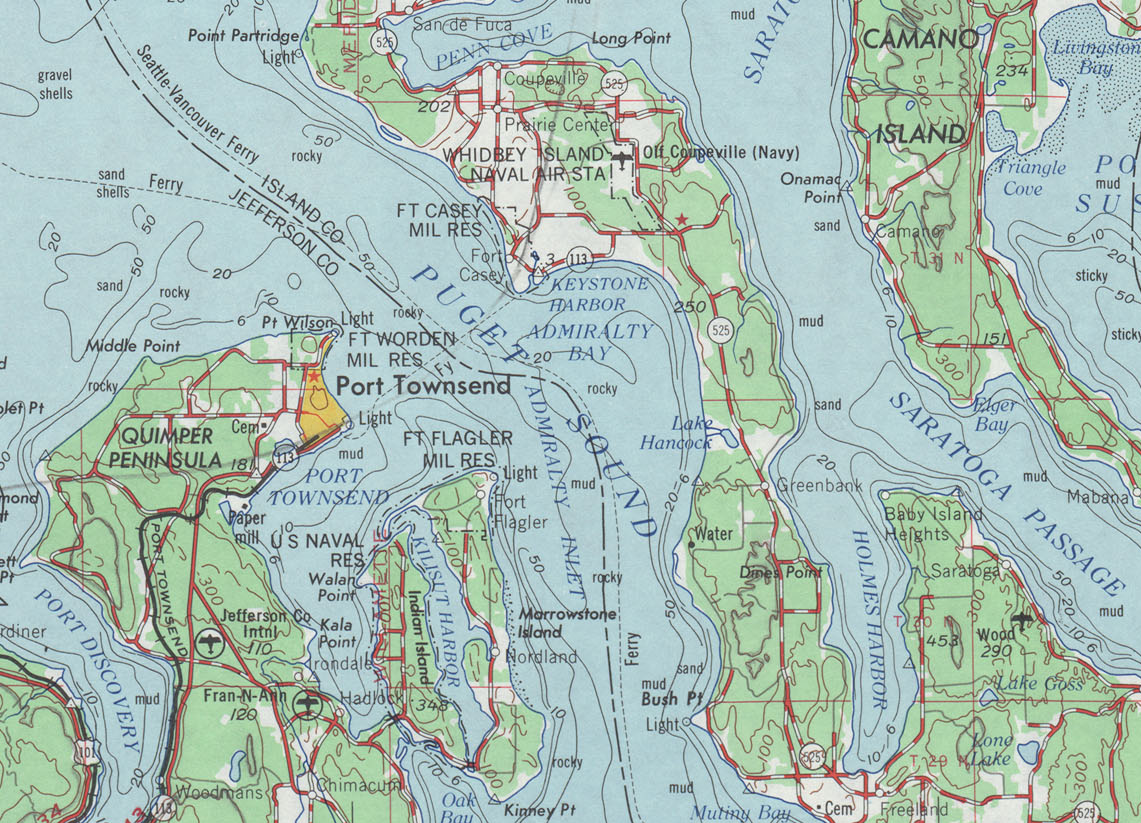
Karte von 1966 mit der Streckenführung von Discovery Bay nach Coupeville, von 1964 bis 1973 als SR 113 gewidmet

Von 1964 bis 1973 verwendete SR 113 eine Trasse von Discovery Bay Coupeville, die 1937 ihren Ursprung als Zweig des Primary State Highway 9 (PSH 9 PT) nach Port Townsend
und als Ast des Secondary State Highway 1D (SSH 1D) hatte, als ie Primary and Secondary Highways in Washington geschaffen wurden. 1964 wurden diese beiden Landstraßen als SR 113 im neuen Nummerierungssystem des Bundesstaates zusammengeschlossen, das von der Washington State Legislature und dem Washington State Department of Transportation beschlossen wurde. Als die Washington State Route 20 von Fredonia aus westwärts verlängert wurde, wurde SR 113 aufgelassen.
Die Fähre von Port Townsend nach Keystone war bis 1994 nicht Bestandteil der SR 20, doch dann wurden alle Verbindungen der Washington State Ferries in das bundesstaatliche Fernstraßennetz eingegliedert.

### Trasse Sappho–Clallam Bay (1991–heute)
Die heutige Trasse der SR 113 wurde erstmals 1937 vom Bundesstaat unterhalten, während der Einführung des primären und sekundären Straßensystems als SSH 9A, der von Sappho nach Port Angeles führte. Das Segment Sappho–Clallam Bay wurde 1955 fallengelassen und SSH 9A stattdessen westwärts nach Neah Bay geführt. SSH 9A wurde bei der Highway-Neunummerierung 1964 zur SR 112 und SR 113 wurde einer anderen Strecke zugewiesen. Im Jahr 1991 erhielt SR 113 die heutige Streckenführung von Sappho nach Clallam Bay. Weitere Änderungen haben seitdem nicht stattgefunden.